# Kampania Rzymska

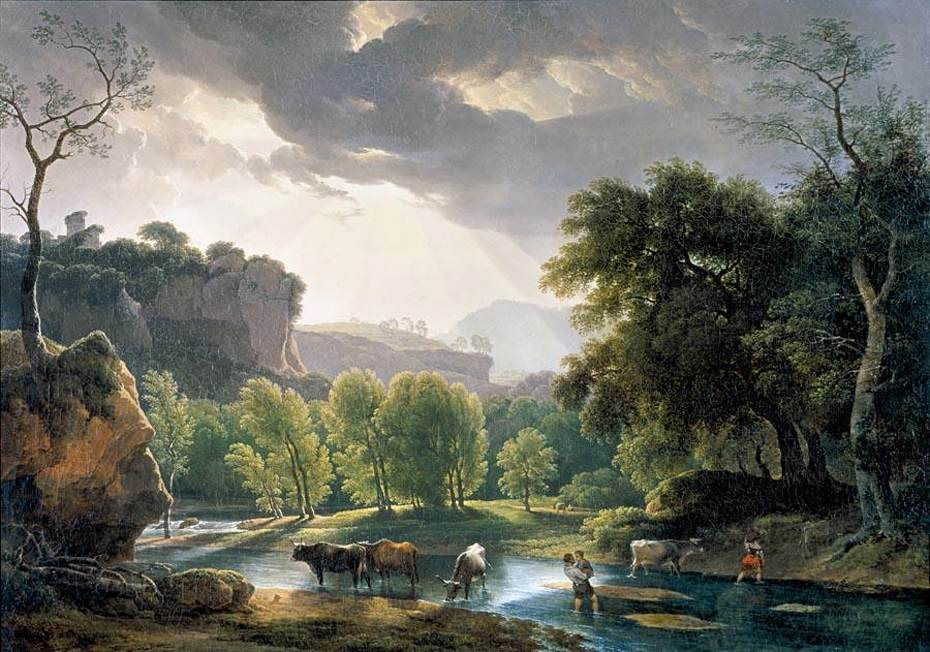
Hendrik Voogd, Widok na Kampanię Rzymską (1814)

Kampania Rzymska (wł. Campagna di Roma, Campagna Romana; łac. Ager Romanus) – obszar nizinny w środkowych Włoszech, w regionie Lacjum, wokół Rzymu (obejmuje także Watykan). Zajmuje powierzchnię ok. 2100 km². Od północnego zachodu otoczony jest przez góry Monti della Tolfa i Monti Sabatini, od północnego wschodu przez Góry Sabińskie, od południowego wschodu przez Góry Albańskie, zaś od południowego zachodu oblewają go wody Morza Tyrreńskiego. Pierwotnie teren bagnisty, osuszony na przełomie XIX i XX wieku i przekształcony w region rolniczy.